# Chanang
Chanang, (chữ Tạng: གྲ་ནང་རྫོང་; Wylie: gra nang rdzong; ZWPY: Chanang Zong; tiếng Trung: 扎囊县; bính âm: Zhānáng Xiàn, Hán Việt: Trát Nang huyện) là một huyện của địa khu Sơn Nam (Lhoka), khu tự trị Tây Tạng, Trung Quốc. Người Tạng chiếm trên 99% dân số của huyện.

### Trấn
- Trát Đường (扎塘镇)
- Tang Da (桑耶镇)

### Hương
- A Trát (阿扎乡)
- Trát Kỳ (扎其乡)
- Cát Nhữ (吉汝乡)